# ريك فير
ريك فير (بالإنجليزية: Rick Fehr)‏ هو لاعب غولف أمريكي، ولد في 28 أغسطس 1962 في سياتل في الولايات المتحدة.

## وصلات خارجية
- الموقع الرسمي
- ريك فير على موقع رابطة لاعبي الغولف المحترفين (الإنجليزية)
- ريك فير على موقع التصنيف العالمي الرسمي للغولف (الإنجليزية)